# مارسل بولانژه
مارسل بولانژه (فرانسوی: Marcel Boulenger‎; ۹ سپتامبر ۱۸۷۳ – ۲۱ مهٔ ۱۹۳۲) نویسنده، روزنامه‌نگار و شمشیرباز اهل فرانسه بود.